# Chalcophlocteis
Chalcophlocteis è un genere di coleotteri della famiglia Buprestidae.

## Tassonomia
- Chalcophlocteis dives (Peringuey, 1908)
- Chalcophlocteis hauseri Obenberger, 1931